# Pachyramphus aglaiae
Pachyramphus aglaiae е вид птица от семейство Tityridae.

## Разпространение
Видът е разпространен в Белиз, Гватемала, Коста Рика, Мексико, Никарагуа, Панама, Салвадор, САЩ и Хондурас.